# Hybride voertuig
Een hybride voertuig is een voertuig dat aangedreven wordt door twee of meer energiebronnen.
Het voordeel van een hybride voertuig is dat de extra krachtbron vaak beduidend goedkoper en milieuvriendelijker is, zodat het voertuig een lager verbruik kent en minder uitstoot.

## Varianten
De meest voorkomende combinatie binnen hybride voertuigen is een brandstofmotor gecombineerd met een elektromotor. Indien de elektromotor aangedreven wordt door batterijen die opgeladen worden via het elektriciteitsnet, spreekt men van een plug-inhybride. Bij een traditionele hybride wordt uitsluitend de remenergie van het voertuig gerecupereerd en verwerkt door de brandstofmotor.

## Energiebronnen
De brandstofmotor van een hybride voertuig kan aangevuld worden met een van onderstaande krachtbronnen:
- Steenkool of hout
- Gas (LPG, LNG)
- Elektriciteit
- Elektromagnetisch veld of radiogolven
- Batterijen
- Spierkracht
- Waterstof
- Benzine of diesel
- Zon
- Wind

## Transportmiddelen

### Fiets en speedpedelec
In principe kan elke elektrische fiets of speedpedelec waarbij men ook nog moet trappen, als hybride voertuig beschouwd worden. De twee energiebronnen zijn dan de batterijen en spierkracht.

### Bus
Hybride bussen deden ook reeds hun intrede. Hybride dieselelektrische bussen halen hun vermogen uit twee krachtbronnen: een dieselmotor en een batterij voor de elektrische energie. De batterij slaat de energie op die vrijkomt bij het remmen, en geeft deze energie vrij bij het vertrek of wanneer de bus extra energie nodig heeft. Hybride bussen zijn beduidend stiller en zuiniger dan gewone bussen.

### Vrachtwagen
Begin 2011 bracht DAF Trucks een primeur uit met hun hybride vrachtwagen DAF LF Hybrid.
Op vrijdag 22 juni is opdracht gegeven aan het Bredase bedrijf Bluekens Truck en Bus BV en de vuilniswagenleverancier Geesinknorba voor het leveren van twee elektrisch hybride vuilniswagens aan Afvalservice Gemeente Breda.

### Schepen
De nieuwe veerboot tussen Texel en Den Helder Texelstroom is een hybride schip met een gas/diesel elektrische voortstuwing. De accu heeft een capaciteit van 1.500 kWh, dat is 15 maal de capaciteit van de Tesla-S-100 kWh. In de haven kan de accu opgeladen worden, dus het is tevens een plug-inhybride schip.

## Vliegtuigen
Om in de toekomst hybride-elektrische vliegtuigen te kunnen bouwen voor de regionale burgerluchtvaart, is een project gestart waarbij een testvliegtuig wordt gebouwd. Airbus, Rolls Royce en Siemens werken samen aan dit project.
Een bestaand toestel van British Aerospace, een BAe 146, wordt omgebouwd tot testvliegtuig. Het demonstratiemodel krijgt de codenaam E-Fan X, en zal, nadat er uitgebreide grondtesten zijn gedaan, naar verwachting in 2020 een eerste testvlucht maken.
Een van de vier brandstofmotoren wordt vervangen door een elektromotor van twee megawatt. Slaagt deze test, dan wordt ook een tweede motor vervangen door een elektromotor.
Er is al eerder ervaring opgedaan met het testen van elektrische vliegtuigen. Voordat zo'n toestel daadwerkelijk beschikbaar komt voor de luchtvaart zal nog veel tijd verstrijken, de verwachting is (in 2017) dat dit nog 15 jaar zal duren.